# Cristian Nápoles
Cristian Atanay Nápoles (Marianao, 27 novembre 1998) è un triplista cubano.

## Palmarès
| Anno | Manifestazione             | Sede         | Evento       | Risultato | Prestazione | Note                          |
| ---- | -------------------------- | ------------ | ------------ | --------- | ----------- | ----------------------------- |
| 2015 | Mondiali allievi           | Cali         | Salto triplo | Oro       | 16,13 m     |                               |
| 2016 | Mondiali under 20          | Bydgoszcz    | Salto triplo | Argento   | 16,62 m     |                               |
| 2017 | Mondiali                   | Londra       | Salto triplo | 4º        | 17,16 m     |                               |
| 2018 | Mondiali indoor            | Birmingham   | Salto triplo | 9º        | 16,70 m     |                               |
| 2018 | Giochi CAC                 | Barranquilla | Salto triplo | Oro       | 17,34 m     | Miglior prestazione personale |
| 2018 | Campionati ibero-americani | Trujillo     | Salto triplo | Oro       | 16,81 m     |                               |
| 2019 | Mondiali                   | Doha         | Salto triplo | 5º        | 17,38 m     | Miglior prestazione personale |
| 2021 | Giochi olimpici            | Tokyo        | Salto triplo | 10º       | 16,63 m     |                               |
| 2023 | Giochi CAC                 | San Salvador | Salto triplo | Argento   | 17,11 m     |                               |
| 2023 | Mondiali                   | Budapest     | Salto triplo | Bronzo    | 17,40 m     | Miglior prestazione personale |
| 2023 | Giochi panamericani        | Santiago     | Salto triplo | Bronzo    | 16,66 m     |                               |
| 2024 | Mondiali indoor            | Glasgow      | Salto triplo | 13º       | 15,98 m     |                               |
| 2024 | Giochi olimpici            | Parigi       | Salto triplo | 18º (q)   | 16,67 m     |                               |

## Altre competizioni internazionali
2018
- 5º in Coppa continentale ( Ostrava), salto triplo - 17,07 m